# Hypenagonia emma
Hypenagonia emma är en fjärilsart som beskrevs av Robinson 1975. Hypenagonia emma ingår i släktet Hypenagonia och familjen nattflyn. Inga underarter finns listade i Catalogue of Life.